# Adetomeris contulma
Adetomeris contulma är en fjärilsart som beskrevs av Max Wilhelm Karl Draudt 1929. Adetomeris contulma ingår i släktet Adetomeris och familjen påfågelsspinnare. Inga underarter finns listade i Catalogue of Life.